# لزلی کارون
لزلی کلر مارگرت کارون (فرانسوی: Leslie Claire Margaret Caron‎؛ زادهٔ ۱ ژوئیهٔ ۱۹۳۱) بازیگر و رقصنده فرانسوی آمریکایی است.

## گزیده فیلم‌شناسی
از فیلم‌هایی که وی در آنها نقش داشته‌است می‌توان به یک آمریکایی در پاریس، والنتینو، قرارداد، دست‌نیافتنی‌ها، امر ضروری، طلاق، لیلی، بابا لنگ‌دراز، اتاق ال شکل، قتل در قطار سریع‌السیر شرق، حرکات خطرناک، کوه شجاعت و آسیب   اشاره کرد.